# Santa Maria della Vittoria
Kostel Santa Maria della Vittoria v Římě (latinsky Sancta Maria de Victoria, česky Panna Maria Vítězná) je titulární barokní kostel v Římě zasvěcený Panně Marii Vítězné na počest vítězství na Bílé hoře. V kostele je umístěno sousoší Extáze svaté Terezy Gian Lorenza Berniniho, vrcholné dílo římského baroka. Stojí na Via XX Settembre, na pahorku Kvirinál.

## Historie
Jednolodní budova chrámu byla postavena podle projektu a pod dozorem architekta Carla Maderna v letech 1605-1620. Fasádu západního průčelí z travertinu vytvořil Giovanni Battista Soria v letech 1624-1626 na náklady kardinála Scipiona Borghese, po vzoru Madernova průčelí protějšího chrámu Santa Susanna (sv. Zuzany Římské). Chrám byl původně zasvěcen apoštolu sv. Pavlovi, ale po vítězství katolických vojsk nad protestanty na Bílé hoře jej na přání římského císaře a českého krále Ferdinanda II. Habsburského papež dal přesvětit k poctě Panny Marie Vítězné na Santa Maria della Vittoria.
Po požáru z roku 1833 byla podstatná část stavby zrekonstruována. Okna pocházejí z let 1955-1956. Chrám s přilehlým konventem dodnes spravuje Řád obutých karmelitánů.

### Poutní obrázek

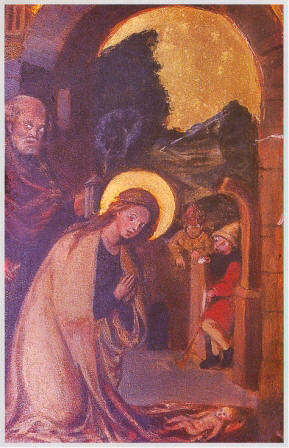
Zázračný obraz

Milostný obrázek Adorace novorozeného Krista, který protestanti zohavili vypícháním očí postav Ježíšových rodičů, našel v dubnu roku 1620 pohozený ve Štěnovicích u Plzně kaplan vojska bavorského vévody Maxmiliána a účastník bělohorské bitvy, bosý karmelitán Dominik à Jesu Maria. Ten také během bělohorské bitvy žehnal obrázkem vojsku a přenesl jej poté do Říma. Roku 1622 jej dal umístit do zlaté svatozáře v nástavci hlavního oltáře. On také výrazně přispěl k dobudování kostela. Originál obrázku shořel při požáru kostela roku 1833, nahrazuje jej kopie. Další tři kopie jsou uctívány v kostele sv. Prokopa ve Strakonicích, v poutním kostele na Bílé Hoře a v karmelitánském kostele Panny Marie Vítězné v Praze na Malé Straně, odkud byla do římského kostela přinesena kopie sošky Pražského Jezulátka, uctívaná zde na druhém postranním oltáři.

## Interiér

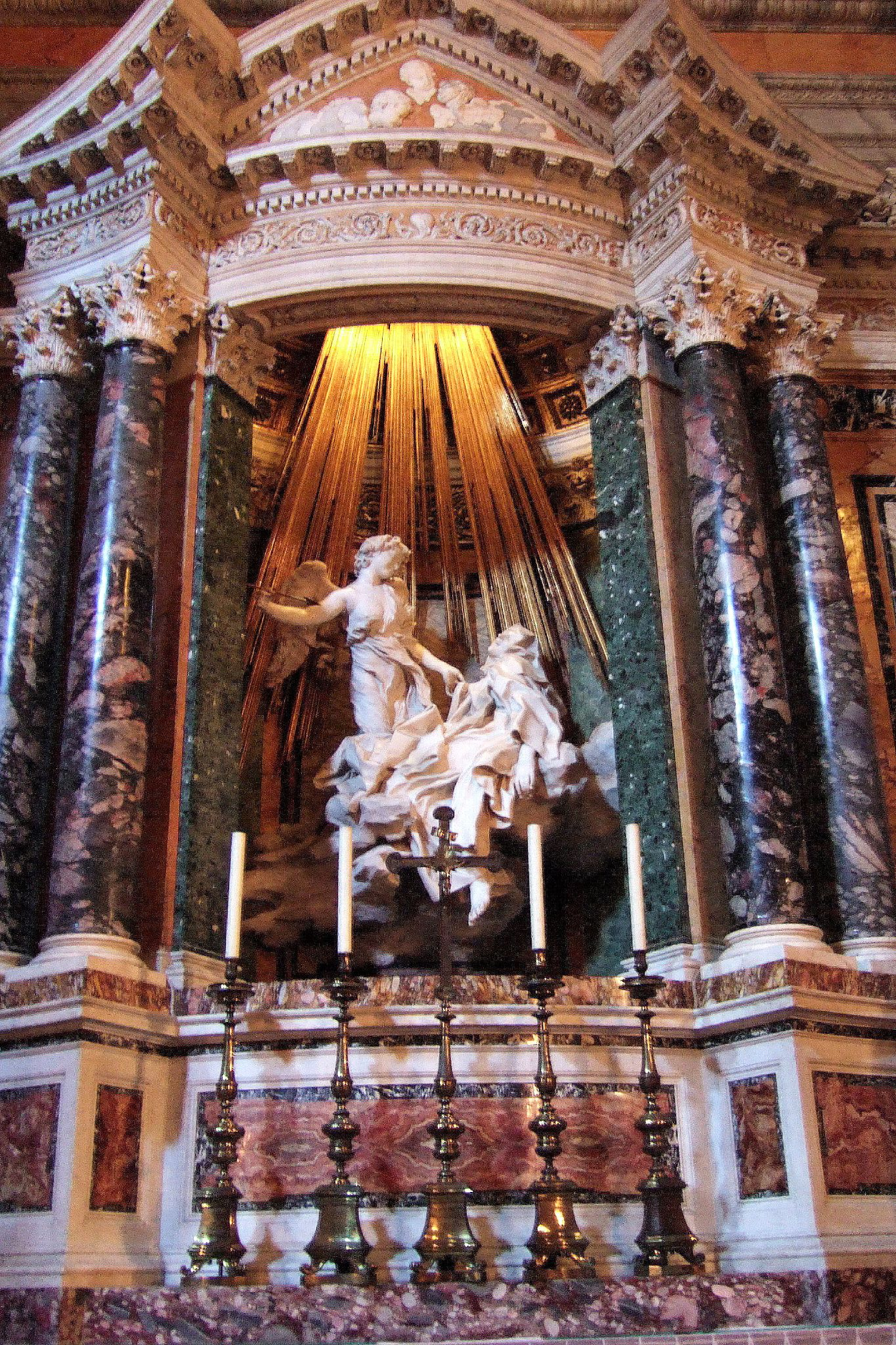
Extáze (transverberace) sv. Terezie

Interiér kostela patří k nejbohatším barokním dekoracím v Římě, je proslulý dokonalou harmonií a vynikající uměleckou kvalitou zařízení. Všechny stěny a oltáře jsou obloženy barevnými leštěnými deskami z mramoru a sochařskými ozdobami ze zlaceného bronzu, které modeloval Berniniho žák Mattia' de Rossi, stejně jako kruchtu s varhanami, tzv. kantorii a válečné trofeje pod ní.
Fresky
Nástropní freska v chrámové lodi znázorňuje Triumf Panny Marie Vítězné v bitvě na Bílé Hoře a pokoření protestantů v podobě ďáblů; vymalovali ji bratři Giuseppe Orazi a Andrea Orazi. Fresku v kupoli nad křížením s námětem Nanebevzetí sv. Pavla namaloval Giovanni Domenico Cerrini.
Konchu apsidy s hlavním oltářem a barokní fresky zničil požár z roku 1833. Jeho rekonstrukci navrhl architekt Carnevalli v letech 1880 - 1885 a dovršil ji Luigi Serra freskou Vjezd vítězného katolického vojska z Bílé Hory do Prahy.
Sochy
Ze sochařských děl vynikají dvě protějšková sousoší z karrarského mramoru: na severní straně ve výklenkové kapli benátského kardinála Coronara vytesal Giovanni Lorenzo Bernini roku 1646 sousoší Extáze sv. Terezie z Ávily s andělem, který se chystá vetnout šíp Kristovy lásky a utrpení do Tereziina srdce. Na dvou reliéfech po stranách oltáře berniniho žák vytesal portréty osmi členů rodiny Coronaro, přihlížejících extázi. Na jižní straně je na shodném oltáři situováno sousoší Sen sv. Josefa od sochaře Domenica Guidi mezi reliéfy Adorace Páně a Svatá rodina na útěku do Egypta" od sochařů z Berniniho školy.
Oltářní obrazy
Nejvýznamnější jsou tři oltářní obrazy ze života sv. Františka (Panna Maria se sv. Františkem, Extáze sv. Františka a Sv. František přijímá stigmata), které vymaloval Domenico Zampieri, zvaný Domenichino (poslední, které vytvořil v Římě), další oltářní obrazy vytvořili Guercino (Nejsvětější Trojice), Nicolas Lorrain (Sv. Jan od Kříže) a Gherardo delle Notti (sv. Pavel). Portrét kardinála Berlinghera Gessi na jeho poloplastickém náhrobku v chodbě k sakristii namaloval Guido Reni.
Sakristie
Na stěnách sakristie visí cyklus čtyř rozměrných obrazů - olejomaleb, zachycující bitvu na Bílé hoře ve čtyřech fázích vývoje, dále dva portréty vítězných vojevůdců Ligy (Maxmiliána Bavorského a císaře Ferdinanda II.) a obraz Předání koně před bělohorskou bitvou bratru Dominikovi. Ve vitrínách jsou vystaveny standarty vítězných i poražených pluků, z bitev na Bílé Hoře (1620) a u Vídně (1683). Dvě olejomalby připomínají nejvýznamnější vítězství Katolické ligy nad osmanskými Turky v bitvě u Lepanta (roku 1571) a v bitvě u Petrovaradínu (roku 1716).

## Odraz stavby v populární kultuře
Jedno z nejznámějších zobrazení v populární literatuře se kostelu dostalo v románu Andělé a démoni od autora Dana Browna, který ovšem fiktivně přemístil stavbu na nedaleké náměstí Piazza Barberini.

## Titulus
Titulárním kostelem se Santa Maria della Vittoria stala 23. prosince 1801.
Přehled kardinálů-titulářů
- Michelangelo Luchi (1801-1802)
- Joseph Fesch (1803-1822)
- Ferdinando Maria Pignatelli (1839-1853)
- Adriano Fieschi (1853-1858)
- Joseph Othmar von Rauscher (1858-1875)
- Godefroy Brossais-Saint-Marc (1876-1878)
- Louis-François-Desiré-Edouard Pie (1879-1880)
- Ludovico Jacobini (1880-1887)
- Elzéar-Alexandre Taschereau (1887-1898)
- Giovanni Battista Casali del Drago (1899-1908)
- François-Marie-Anatole de Rovérié de Cabrières (1911-1921)
- Alexis Charost (1922-1930)
- Angelo Maria Dolci (1933-1936)
- Federico Tedeschini (1936-1951)
- Giuseppe Siri (1953-1989)
- Giuseppe Caprio (1990-2005)
- Seán Patrick O'Malley (2006-)